# Намункура, Зеферин
Зефери́н Намункура́ (исп. Ceferino Namuncurá; 26 августа 1886, Чимпай, Рио-Негро — 11 мая 1905, Фраскати, Лацио) — первый представитель народа мапуче, причисленный к лику блаженных Римско-Католической Церковью. Его почитание широко распространено в Аргентине.

## Биография
Зеферин Намункура родился 26 августа 1886 года в маленьком городке Чимпай, провинция Рио-Негро, в многодетной семье. Он был шестым ребёнком вождя народа Мануэля Намункура. В 1894 году, в возрасте восьми лет, Зеферин Намункура был крещён католическим священником из монашеской конгрегации салезианцев. Отец Зеферина Намункура, имевший офицерское звание аргентинской армии, хотел, чтобы его сын получил военное образование. Благодаря знакомству с военным министром Аргентины отец Зеферина Намункура смог послать своего сына на обучение в военно-морское училище. Однако Зеферин Намункура пробыл в этом училище только три месяца, потому что военная служба ему не нравилась. Отец Зеферина Намункура обратился в бывшему президенту Аргентины Луису Саенс Пенья устроить дальнейшую судьбу его сына, и тот отправил Зеферина Намункура на некоторое время к монахам из конгрегации салезианцев.
20 сентября 1897 года Зеферин Намункура поступил в техническую академию в Буэнос-Айресе. Отец Зеферина Намункура хотел, чтобы его сын после окончания обучения вернулся домой, чтобы работать среди своего народа, однако к тому времени Зеферин Намункура решил стать священником. В 1904 году он отправился в Италию в сопровождении священника Джованни Кальеро. В Италии Зеферин Намункура продолжил своё образование в салезианском колледже во Фраскати. Весной 1905 года Зеферин Намункура заболел туберкулёзом и умер 11 мая 1905 года.
В 1924 году его мощи были перевезены в Аргентину. На его родине была сооружена часовня, в которой верующие, проживавшие в провинции Рио-Негро, стали обращаться в своих молитвах к Зеферину Намункура. Постепенно его почитание распространилось по всей Аргентине.

## Прославление
13 мая 1947 года было инициировано начало процесса беатификации Зеферина Намункура. 22 июня 1972 года Римский папа Павел VI объявил его «досточтимым». 6 июля 2007 года Зеферин Намункура был беатифицирован Римским папой Бенедиктом XVI.
День памяти в Католической Церкви — 26 августа.

## Источник
- Manuel Gálvez, EL SANTITO DE LA TOLDERIA. La vida perfecta de Ceferino Namuncurá, 1947.